# إدواردو سانشيز هرنانديز
إدواردو سانشيز هرنانديز (بالإسبانية: Eduardo Sánchez Hernández) هو كاتب وسياسي مكسيكي، ولد في 13 يونيو 1964 في مدينة مكسيكو في المكسيك. حزبياً، نشط في الحزب الثوري المؤسساتي. وقد انتخب عضو مجلس النواب المكسيك.